# Donald Malarkey
Donald George Malarkey (Astoria, Oregon, 1921. július 31. – Salem, Oregon, 2017. szeptember 30.) amerikai katonatiszt. A II. világháborúban szolgáló 101. légi szállítású hadosztály 506. ejtőernyős gyalogezred 2. zászlóalj E (Easy) századának technikai őrmestere volt. Az HBO Elit alakulat című minisorozatában Malarkeyt Scott Grimes színész alakította.

## Élete a háború előtt
Donald Malarkey az Oregon állambeli Astoriában született 1921. július 31-én Leo és Helen (született: Trask) Malarkey gyermekeként.
1939-ben érettségizett az Astoria High Schoolban. Ír származású. Önkéntes tűzoltóként segédkezett megfékezni a pusztító Tillamook Burn-i erdőtüzet, amely több ezer hektárnyi fát pusztított el. 1941 őszén az Oregoni Egyetemen tanult, amikor a japánok megtámadták Pearl Harbort.
Pearl Harbor után Malarkey jelentkezett tengerészgyalogosnak, de fogászati problémák miatt elutasították. 1942 júliusában jelentkezett ejtőernyősnek, miután elolvasta a Life magazin cikkét, amely arról szólt, hogy ők a legjobbak
A Georgia állambeli Toccoa kiképzőtáborban volt a kiképzése. 

## A világháborúban
Malarkey a 101. légszállítású hadosztály 506. ejtőernyős gyalogezredének 2. zászlóaljnál az E ("Easy") századának a tagja lett. 1944-ben a D-napon  Malarkey is azon emberek közé tartozott, aki ejtőernyőjével kiugrott Franciaországba felett. Földet érése napján egy kiélezett csatában segített kiütni négy német 105 mm-es tüzérségi üteget. Hősiességéért Bronz csillagot kapott.
Huszonhárom napot harcolt Normandiában, közel nyolcvan napot Hollandiában, harminckilenc napot Belgiumban a bastogne-i csatában, és még csaknem harminc napot a franciaországi Haguenauban és környékén, valamint a németországi Ruhr-vidéken. A Market Garden hadművelet előtt őrmesterré léptették elő. Malarkey soha nem sebesült meg súlyosan, mindezt úgy, hogy többet harcolt a frontvonalban, mint az Easy Company bármely más tagja.

## A háború utáni élete
Malarkey 1946-ban visszatért az Oregoni Egyetemre, hogy befejezze diplomáját. Az egyetemi tanulmányai során megismerkedett a portlandi Irene Moorral (1926–2006) és eljegyezte őt. 1948. június 19-én házasodtak össze.
1949-ben üzleti diplomát szerzett.
A házaspár az Oregon állambeli Astoriában élt, ahol Malarkey a Lovell Auto vállalat értékesítési vezetője lett. Ez idő alatt az oregoni Clatsop megye megyei biztosi posztjáért indult, és 1954-ben megválasztották.
A család az oregoni Portlandbe költözött, ahol Malarkey biztosítási és ingatlanügynökként dolgozott.
Malarkeynak és feleségének, Irene-nek négy gyermeke született, egy fia, Michael és három lánya, Martha, Sharon és Marianne. Felesége, Irene 2006 áprilisában halt meg mellrákban.
1987-ben Malarkey-t bemutatták Stephen Ambrose írónak egy Easy század összejövetelen New Orleansban. 
1989-ben Malarkey Ambrose-al és az Easy század többi tagjával, köztük Richard Winters-szel és Carwood Liptonnal elutazott Európába, azokra a helyekre, ahol harcoltak.
Malarkey az oregoni Salemben élt, és előadásokat tartott középiskolás diákoknak, egyetemi hallgatóknak és más csoportoknak az Easy században szerzett tapasztalatairól.

## Halála
Malarkey 2017. szeptember 30-án, 96 évesen hunyt el.
A Willamette Nemzeti Temetőben temették el.

## Forrás
- Donald Malarkey története. (Hozzáférés: 2023. április 26.)Donald Malarkey: The Story of Easy Company’s Brother from Astoria (warfarehistorynetwork.com)
- Remembering Donald Malarkey. (Hozzáférés: 2023. május 1.)